# Hám Trạch
Khám Trạch (tiếng Trung: 闞澤, ? – 243), thường dịch là Hám Trạch, tên tự là Đức Nhuận (德潤), người Sơn Âm, Cối Kê, quan viên, học giả nhà Đông Ngô thời Tam Quốc trong lịch sử Trung Quốc.

## Hành trạng
Khám Trạch sinh ra trong một gia đình nhiều đời làm ruộng, nhưng đến ông lại có tính hiếu học; nhà nghèo không có của cải gì, thường chép thuê cho người ta, nên đem theo giấy bút để sao lại mọi thứ, nhờ đó đọc khắp sách vở. Khám Trạch tìm thầy để học hỏi, nghiên cứu thư tịch, kiêm thông lịch số, nhờ vậy mà nổi danh.
Xét hiếu liêm, Khám Trạch được nhận chức Tiền Đường (huyện) trưởng, thăng làm Sâm (huyện) lệnh. Tôn Quyền được Tào Tháo phong làm Phiêu kỵ tướng quân, vời Trạch đến bổ chức Tây tào duyện. Khi Tôn Quyền xưng đế (229), tức Ngô Đại đế, lấy Trạch làm thượng thư. Trong những năm Gia Hòa (232 – 238), được làm Trung thư lệnh, gia phong Thị trung. Năm 242, được bái làm Thái tử Thái phó, lãnh Trung thư như cũ.
Mùa đông năm 243, Khám Trạch mất. Ngô Đại đế đau xót thương tiếc, bỏ ăn mấy ngày.

## Một đời đại nho
Khám Trạch làm Thái tử thái phó, cho rằng kinh truyện nhiều văn chương, khó lòng dùng hết, bèn lựa chọn học thuyết các nhà, san lược kinh Lễ cùng các chú giải để dạy hai cung (Thái tử Tôn Hòa và Lỗ vương Tôn Bá); làm ra nghi lễ mới cho việc đi lại ra vào cùng tiếp đãi tân khách; lại trước tác Càn tượng lịch chú để sửa sang lịch pháp. Mỗi khi triều đình bàn bạc, có nghi vấn gì trong kinh điển, liền tìm Trạch mà hỏi. Triều đình cho rằng Trạch vất vả vì nho học, phong Đô hương hầu.
Trạch tính khiêm cung thận trọng, tiểu lại các nơi cung phủ vẫy gọi ông lại để hỏi han (có ý vô lễ), Trạch đều đối đáp theo lễ. Có người hiểu lầm Trạch, ông thường không tranh cãi, chỉ ra vẻ mình không phải như vậy, rồi về sau hiểu lầm cũng tan biến.
Ngô Đại đế từng hỏi: "Thiên phú trong thư truyện, bài nào là hay nhất?" Trạch nhân cơ hội này để khai sáng cho đế, vạch ra con đường từ loạn đến trị, bèn đáp rằng Quá Tần luận của Giả Nghị là hay nhất, khiến vua Ngô đọc kỹ tác phẩm ấy.
Khi Lã Nhất bị phát giác tội gian trá (238), hữu tư kết luận đáng chết, còn có ý kiến nên gia hình xé xác, để trừng trị cái ác đầu sỏ. Ngô Đại đế hỏi Khám Trạch, ông đáp: 
"Thời đại minh thịnh, không nên khôi phục hình phạt này."
Ngô Đại đế nghe theo. Ngô Đại đế cho rằng các quan tư có nhiều tệ nạn, muốn tăng luật, lệ để kiểm soát bề tôi, Khám Trạch đều nói: "Nên dựa theo lễ, luật."

## Truyền thuyết
Khi Ngụy Văn đế lên ngôi (220), Tôn Quyền lo lắng hỏi quần thần rằng: Tào Phi đang lúc tuổi trẻ lên ngôi, sợ cô không thể theo kịp, các khanh cho rằng phải làm sao? Mọi người chưa đáp, Trạch nói: Không đến 10 năm, Phi sẽ qua đời, đại vương chớ lo! Quyền hỏi: Làm sao biết được? Trạch đáp: Lấy chữ mà nói, bất (不) thập (十) là phi (丕), đây là số mệnh của ông ta vậy! Quả nhiên Tào Ngụy Văn đế chỉ ở ngôi được 7 năm (220-226) thì mất.

## Đánh giá
- Trần Thọ: Ông tính bình hòa mà chính trực."... "Nghiêm, Trình, Khám sinh, một đời nho lâm vậy."
- Ngu Phiên: Khám sinh là bậc kiểu kiệt, tài năng trùm được Dương Hùng của đất Thục.... Khám Tử lấy đức thi hành nho thuật, có thể xem là Trọng Thư đời nay.

## Trong văn hóa
Trong tiểu thuyết Tam quốc diễn nghĩa của La Quán Trung, Hám Trạch đóng vai trò khá quan trọng trong trận Xích Bích (hồi 45-50). Ông ở trong số ít người hiểu được sự sắp đặt "kế khổ nhục" giữa Hoàng Cái và Chu Du để lừa các gián điệp của Tào Tháo đang có mặt là Sái Trung và Sái Hòa.
Sau đó Hám Trạch cầm thư trá hàng của Hoàng Cái, một mình bơi thuyền sang đưa cho Tào Tháo. Ban đầu Tào Tháo không tin thư trá hàng và định chém Hám Trạch. Nhờ tài biện bác, Hám Trạch đã thuyết phục được Tào Tháo tin mình và tin thư xin về hàng của Hoàng Cái. Đây là một bước quan trọng để Chu Du thi hành kế hỏa công, đại phá quân Tào ít lâu sau.
Sau đó, ở hồi 83, Lưu Bị cất quân sang đánh Ngô để báo thù cho Quan Vũ và Trương Phi, giành được thắng lợi liên tiếp. Tôn Quyền sai người sang giảng hòa nhưng Lưu Bị không đồng ý, khiến Tôn Quyền lo lắng không biết ai có thể chống cự được quân Thục. Hám Trạch liền tiến cử Lục Tốn và đem tính mạng cả nhà mình ra để đảm bảo. Mặc cho vài người không tán đồng, Tôn Quyền nhanh chóng nghe theo lời Hám Trạch. Về sau Lục Tốn đã không phụ lòng tiến cử của Hám Trạch, khiến Lưu Bị thua to ở trận Hào Đình.